# Тэс (Увс)
Тэс (монг. Тэс?, ᠲᠡᠰ?) — сомон аймака Увс, на северо-западе Монголии.

## Описание
Сомон Тэс находится на северо-западе Монголии. На севере граничит с республикой Тыва Российской Федерации. Находится на  Площадь сомона составляет — 3085 тыс. км².  Центр сомона посёлок Тооромт находится в 1000 км от Улан-Батора, в 200 км от центрального города аймака Улаангом. Школа, больница, дом культуры. 

### Этнический состав
По переписи 2010 года население сомона Тэс составляло 3169 человек. Подавляющее большинство из которых составляют баяты (96,91%). Также проживают дербеты (1,33%), халха-монголы (1,14%), хотоны (0,22%) и казахи (0,06%).

### Водные ресурсы
В западной части сомона расположено самое большое озеро Монголии — Убсу-нур. C 2003 года оно является составной частью объекта Всемирного наследия ЮНЕСКО Убсунурского бассейна.

## Известные уроженцы
- Мишигийн Сономпил (ро.1965)  — монгольский политический и государственный деятель, министр обороны Монголии (2006 — 2007)